# 贝特朗·庞谢尔
贝特朗·庞谢尔（法語：Bertrand Pancher，法語發音：[bɛʁtʁɑ̃ pɑ̃ʃɛʁ]；1958年6月5日—），法国政治人物，激进党党员，自2015年起担任國民議會默兹省第一选区议员。